# Зернове (Мелітопольський район)
Зернове́ (у 1903—1910 роках — Ділянка 20) — село в Україні, в Якимівській селищній громаді Мелітопольського району Запорізької області. Населення становить 67 осіб. До 2017 року орган місцевого самоврядування — Таврійська сільська рада.

## Географія
Село Зернове розташоване на відстані 0,5 км від села Таврійське. Поруч проходять Каховський магістральний канал та канал Р-9. Найближча від села залізнична станція Якимівка знаходиться (за 30 км).

## Історія
Населений пункт заснований 1903 року, як Ділянка 20. У 1910 році перейменований в село Зернове.
7 (20) листопада 1917 року, відповідно до Третього Універсалу Української Центральної Ради, увійшло до складу Української Народної Республіки.
16 травня 2017 року, в ході децентралізації, Таврійська сільська рада об'єднана з Якимівською селищною громадою.
12 червня 2020 року, відповідно до розпорядження Кабінету Міністрів України № 713-р «Про визначення адміністративних центрів та затвердження територій територіальних громад Запорізької області», територія села затверджена в складі Якимівської селищної громади.
17 липня 2020 року, в результаті адміністративно-територіальної реформи та ліквідації Якимівського району, село увійшло до складу Мелітопольського району.
24 лютого 2022 року, під час російського вторгнення в Україну, село тимчасово окуповане російськими військами.

## Населення
За даними перепису населення 2001 року, у селі мешкало 67 осіб.

## Мова
Мовний склад населення:
| Мова       | Кількість осіб | Відсоток |
| ---------- | -------------- | -------- |
| українська | 12             | 17,91    |
| російська  | 55             | 82,09    |